# Hirtobrasilianus seabrai
Hirtobrasilianus seabrai es una especie de escarabajo longicornio del género Hirtobrasilianus, tribu Cerambycini, subfamilia Cerambycinae. Fue descrita científicamente por Fragoso y Tavakilian en 1985.
El período de vuelo de la especie ocurre en los meses de julio, agosto, septiembre, octubre, noviembre y diciembre.

## Descripción
Mide 28-46 milímetros de longitud.

## Distribución
Se distribuye por Brasil, Ecuador, Perú, Venezuela y Guayana Francesa.